# 唇音退化
唇音退化（しんおんたいか、英語: Labial weakening）とは、音韻上の現象のひとつで、[p] や [b] などの唇音が、より“緩い”音である摩擦音 [f] [ɸ] や [v] [w] などへと“退化”（子音弱化）すること。いろいろな言語に見られる。

## 日本語の唇音退化
日本語の唇音である「ハ行」音をめぐって起きてきた変化は、やはり子音弱化の過程であったと概観することができる。その過程はおおむね以下のようなものであった。
1. 定説により、日本語ハ行の子音は当初 [*p][1] であった可能性が高いとされる。奈良時代頃までにはこれが摩擦音 [ɸ] （ファフィフフェフォのような音）へと変化していた。
2. 中古期にはハ行転呼と呼ばれる大きな変化があり、語頭以外（語中および語尾）のハ行子音 [ɸ] に弱化が起こって、[w] をもつワ行音へと合流した。
3. 続いて、ワ行のうち、鎌倉時代には「ヰ、ヱ」 wi, we が、江戸時代初期には「ヲ」 wo が唇音を失い、「イ、エ、オ」 i, e, o へと合流した[2]。 → 詳細についてはゐ ゑ をの各項を参照。
4. 最後に、近世に入る頃、語頭に残っていた [ɸ] 音にも（フ音以外に）変化が生じて、一般に [ha, çi, ɸɯ, he, ho] （ハ、ヒ、フ、ヘ、ホ）と記述されるような、現在の音形に近い形が誕生した。

以下に一例を示し、以上の変化を通観してみる。
- 花 : ハナ （ 上古 *pana > 奈良時代～江戸時代初期 ɸana > 江戸時代中期～ hana ）
- 貝 : カヒ > カイ （ 上古 *kapi > 奈良時代～平安時代 *kaɸi > 平安時代～鎌倉時代 *kawi > 鎌倉時代後期～ kai ）

各時代の詳細については上代日本語や中古日本語の各項目、また半濁音、ハ行転呼、日葡辞書などの各項目をそれぞれ参照されたい。

## 他の言語の例
類似した変化は他の多くの言語でもかつて起こったと考えられる。
たとえばスペイン語、ケルト語派、ハワイ語などでは、おおむね [f] > [h] のような変化を体験している。
また [b] → [v] のごとき変化は多くの言語の歴史中に見出すことができる。
フランス語などでは合拗音退化と同様の変化（ 例: ラテン語: quattuor 「四」 [kwa-] > フランス語: quatre [ka-] ）が見られる。

### より広汎な変化の一部として起きた変化の例
かつてのインド・ヨーロッパ語では、次の例のように数段階にわたって両唇破裂音から唇歯摩擦音への変化が起こったと見られている。
- 印欧祖語 *bhrater > ラテン語 frater（兄弟；英語では brother）
- 印欧祖語 *ph2ter > 英語 father（父；ラテン語では pater）：グリムの法則
- 英語 sleep：ドイツ語 schlafen（眠る）：高地ゲルマン語の第二次子音推移

ただし、これらの変化は唇音だけでない、他の多くの破裂音にも起きた全系的な変化の中の一部分であり、唇音の部分だけを取り出して「唇音退化」と呼ぶことはあまり行わない。